# Антонио I да Монтефелтро
Антонио I да Монтефелтро (на италиански: Antonio I da Montefeltro; * в Урбино; † 1184, пак там) е италианскии кондотиер. Смятан е за основател на династията Да Монтефелтро, херцози на Урбино.

## Произход
Вероятно е син на Одантонио I да Монтефелтро, легендарен персонаж, за когото няма исторически документи. Има двама братя:
- Гуидо, родоначалник на графовете на Карпеня;
- Галеацо, господар на Пиетрарубия

## Биография
През 1155 г. е избран за имперски викарий на Урбино от император Фридрих I Барбароса. При разделянето на имуществото на баща си с другите си двама братя той получава Монтекопиоло, към което добавя Сан Лео. Вероятно става господар на Монтефелтро благодарение на императорските привилегии. 

## Брак и потомство
От неизвестна жена има трима сина: 
- Бонконте да Монтефелтро
- Монтефелтрано I да Монтефелтро (* ок. 1135, вероятно Сан Лео; † 1202, вероятно пак там), кондотиер и политик, граф на Монтефелтро (1184 – 1202), има 2 сина;
- Кавалка да Монтефелтро, оръженосец

## Легенда
Появява се за първи път само в някои родословия, написани в годините, в които са живели граф Антонио II да Монтефелтро и синът му Гуидантонио. Всъщност преди граф Антонио II сред документираните Да Монтефелтро не се появява Антонио, което е ясен знак, че това не е име от семейството. Но след този Антонио през целия XV век има поне двама Антонио, както и един Гуидантонио и един Одантонио. Всичко това би трябвало да доведе до елиминирането на мистериозния Антонио като основател на семейството, но и днес очевидно лъжливата легенда се увековечава.